# Гласовна транскрипција
Гласовна или фонетска транскрипција јесте прилагођено преношење гласова из једног језика у други, тј. прилагођено писање израза страних језику у који се транскрибује, при чему се настоји записивање назива симболима циљног језика са најсличнијом гласовном вредношћу.
У стандардне гласовне шеме спада Међународни фонетски алфабет (МФА, ИПА) и његов ASCII еквивалент Фонетски алфабет метода процене говора (САМПА).
Насупрот гласовне, постоји правописна или ортографска транскрипција. Правопис језика у који се транскрибује садржи тачно одређена правила, тј. упутства како транскрибовати одређене гласове. У већини случајева, правописна транскрипција, за разлику од фонетске, није у потпуности базирана на МФА запису, већ и на писму. Фонетски пренос страних појмова у српски језик користи се само појмове претходно непознате српском језику, и то из језика непокривених правилима правописног преноса.

## Примери
Једноставан пример за фонетски пренос јесте реч итал. pizza. Гласовни пренос се у потпуности ослања на изговор речи, у овом случају . Сви гласови су присутни у српском језику, па је коначан запис пица — п , и , ц , а . У случају да се у страној речи налазе гласови неприсутни у српском, узима се најближи еквивалент.
Пример тога је фр. deja vu, гласовно . У овом случају, јавља се затворен предњи лабијализован самогласник . Како тај глас не постоји у српском језику, узима се њему најсличнији, у овом случају затворен предњи нелабијализован самогласник . Остали гласови су сасвим идентични онима у српском језику, па је коначни пренос дежа ви — д , е , ж , а , в , и .
Свакако, постоје изузеци, као што је традиционални пренос овог гласа као затворен задњи лабијализовани самогласник  из турског језика. Тако је један од најпознатијих турских владара Сулејман, а не Силејман, како би било према турском изговору .

## МФА/ИПА
Међународна фонетска абецеда (енгл. International Phonetic Alphabet), скраћено МФА или ИПА, фонетски је систем записивања људског говора базиран на латиници. Осмислило га је Међународно фонетско друштво ради стандардизације записа говорног језика. Како најшире примењиван систем гласовне транскрипције, користе је лексикографи, ученици и учитељи страних језика, лингвисти, логопеди, певачи, глумци, ствараоци осмишљених језика и преводиоци.
Ова абецеда се записује помоћу посебних знакова, којих од најскорије измене из 2005. има 163 — 107 слова (гласова има више, јер неки гласови су комбинација два слова), 52 дијакритика и четири ознаке за прозодије. Они чине МФА/ИПА графикон.

## Употреба
Фонетски пренос страних појмова у српски језик користи се само појмове претходно непознате српском језику, и то из језика непокривених правилима правописног преноса. Према тачки 291. Правописа српскога језика издатог 2010. за језике који су остали необрађени главно је правило да се држи облика који су ушли у изражајни обичај. Никакву измену уобичајених облика, чак ни из језика са одређеним правилима транскрипције, не би требало уводити у јавне текстове док се не верификује сагласно са Одбором за стандардизацију српског језика. Пример таквог некоришћења фонетске транскрипције јесте индијска тенисерка Сања Мирза. Иако је она изворно Санија са изговором , у српском језику је заступљен искључиво облик Сања .

## Фонологија
Фонологија српско-хрватске језичке норме, чијег спектра је део српски језик, представљена је помоћу два писма, ћирилице и латинице, од којих оба имају по тридесет слова, подељених на пет самогласника и двадесет пет сугласника. Свако од слова представља тачно један глас, али пет слова је двојно. Услед своје стапајуће природе, то су меки африкати ђ  и ћ , зубни африкат ц  и тврди африкати ч  и џ . Сумирано, српски језик остварује тридесетак гласова, представљених четвртином слова из МФА.

## Самогласници
Српски језик има пет самогласника — отворен самогласник средњег реда , средњи готово предњи нелабијализован самогласник , затворен предњи нелабијализован самогласник , средњи задњи лабијализован самогласник  и затворен задњи лабијализован самогласник . У алофоним случајевима, може се уочити и средњи самогласник средњег реда, познат и као шва , док су хрватски лингвисти у Хрватској граматици, коју је издала Школска књига уз подршку Института за хрватски језик и језикословље, дискутовали чак и постојање двогласа , што су остали фонолози критиковали као основано на претпоставци, а не говорном језику.
Од тридесетак самогласника, у српском језику постоји већ поменутих пет. Ти вокали у транскрипцији замењују оне не присутне у српском, са изузетком средњег самогласника средњег реда /ə/ⓘ, који се као неутралан глас неблизак ниједном другом не преноси или преноси правописно према писму.
| МФА симбол | Назив вокала                                  | Српски еквивалент                    | Запис | Пример        |
| [ a]ⓘ      | отворен предњи нелабијализован                | отворен средњег реда                 | ()    | → швах        |
| [ ä]ⓘ      | отворен средњег реда                          | отворен средњег реда                 | ()    | хол. → зал    |
| [ ɐ]ⓘ      | готово отворен средњег реда                   | отворен средњег реда                 | ()    | кореј. → пал  |
| [ ɑ]ⓘ      | отворен задњи нелабијализован                 | отворен средњег реда                 | ()    | фин. → кана   |
| [ ɒ]ⓘ      | отворен задњи лабијализован                   | отворен средњег реда                 | ()    | виј. → ка     |
| [ ʌ]ⓘ      | полуотворен задњи нелабијализован             | отворен средњег реда                 | ()    | енгл. → плас  |
| [ æ]ⓘ      | готово отворен предњи нелабијализован         | средњи готово предњи нелабијализован | ()    | слч. → ђевећ  |
| [ e]ⓘ      | полузатворен предњи нелабијализован           | средњи готово предњи нелабијализован | ()    | итал. → стела |
| [ e̞]ⓘ      | средњи готово предњи нелабијализован          | средњи готово предњи нелабијализован | ()    | јап. → еми    |
| [ ɘ]ⓘ      | полузатворен нелабијализован средњег реда     | средњи готово предњи нелабијализован | ()    | монг. → усере |
| [ ɜ]ⓘ      | полуотворен нелабијализован средњег реда      | средњи готово предњи нелабијализован | ()    | зфриз. → пет  |
| [ ɛ]ⓘ      | полуотворен предњи нелабијализован            | средњи готово предњи нелабијализован | ()    | фр. → бет     |
| [ ɶ]ⓘ      | отворен предњи лабијализован                  | средњи готово предњи нелабијализован | ()    | дан. → беан   |
| [ œ]ⓘ      | полуотворен предњи лабијализован              | средњи готово предњи нелабијализован | ()    | исл. → текн   |
| [ ø]ⓘ      | полузатворен предњи лабијализован             | средњи готово предњи нелабијализован | ()    | ест. → кек    |
| [ ø̞]ⓘ      | средњи готово предњи лабијализован            | средњи готово предњи нелабијализован | ()    | кат. → фејс   |
| [ o]ⓘ      | полузатворен задњи лабијализован              | средњи задњи лабијализован           | ()    | кореј. → посу |
| [ o̞]ⓘ      | средњи задњи лабијализован                    | средњи задњи лабијализован           | ()    | рус. → сухој  |
| [ ɔ]ⓘ      | полуотворен задњи лабијализован               | средњи задњи лабијализован           | ()    | виј. → то     |
| [ ɵ]ⓘ      | полузатворен лабијализован средњег реда       | средњи готово предњи нелабијализован | ()    | монг. → огох  |
| [ ɞ]ⓘ      | полуотворен лабијализован средњег реда        | средњи готово предњи нелабијализован | ()    | кашуп. → птох |
| [ ɤ]ⓘ      | полузатворен задњи нелабијализован            | средњи задњи лабијализован           | ()    | тај. → то     |
| [ ɤ̞]ⓘ      | средњи задњи нелабијализован                  | средњи задњи лабијализован           | ()    | буг. → пот    |
| [ y]ⓘ      | затворен предњи лабијализован                 | затворен предњи нелабијализован      | ()    | кин: 绿 → ли  |
| [ ʏ]ⓘ      | готово затворен готово предњи лабијализован   | затворен предњи нелабијализован      | ()    | јерм. → кир   |
| [ ɪ]ⓘ      | готово затворен готово предњи нелабијализован | затворен предњи нелабијализован      | ()    | норв. → лит   |
| [ ɪ̈]ⓘ      | готово затворен нелабијализован средњег реда  | затворен предњи нелабијализован      | ()    | рус. → жина   |
| [ i]ⓘ      | затворен предњи нелабијализован               | затворен предњи нелабијализован      | ()    | таџ. → бини   |
| [ ɨ]ⓘ      | затворен нелабијализован средњег реда         | затворен предњи нелабијализован      | ()    | рус. → ти     |
| [ ʉ]ⓘ      | затворен лабијализован средњег реда           | затворен задњи лабијализован         | ()    | енгл. → руд   |
| [ u]ⓘ      | затворен задњи лабијализован                  | затворен задњи лабијализован         | ()    | тур. → учак   |
| [ ɯ]ⓘ      | затворен задњи нелабијализован                | затворен задњи лабијализован         | ()    | кирг. → куз   |
| [ ʊ]ⓘ      | готово затворен готово задњи лабијализован    | затворен задњи лабијализован         | ()    | монг. → ус    |
| [ ʊ̜]ⓘ      | готово затворен готово задњи нелабијализован  | затворен задњи лабијализован         | ()    | кин: 紅 → хун |
| [ ʊ̈]ⓘ      | готово затворен лабијализован средњег реда    | затворен задњи лабијализован         | ()    | енгл. → ју    |

Назални самогласник је онај кога карактерише артикулација кроз нос. Они се фонетски транскрибују као одговарајући рагуларан облик самогласника након кога иде надзубни назал .
| МФА симбол | Назив вокала                    | Српски еквивалент                    | Запис | Пример     |
| [ ɑ̃]ⓘ      | назални отворен самогласник     | отворен средњег реда                 | ()    | фр. → Кан  |
| [ ɛ̃]ⓘ      | назални полуотворен самогласник | средњи готово предњи нелабијализован | ()    | фр. → Бен  |
| [ œ̃]ⓘ      | назални полуотворен самогласник | средњи готово предњи нелабијализован | ()    | фр. → Брен |
| [ ɔ̃]ⓘ      | назални полуотворен самогласник | средњи задњи лабијализован           | ()    | фр. → Лјон |

Ротички самогласник је онај кога карактерише завршетак артикулације једноударним сугласником. Они се фонетски транскрибују као одговарајући рагуларан облик самогласника након кога иде надзубни вибрант .
| МФА симбол | Назив вокала                    | Српски еквивалент                    | Запис | Пример       |
| [ ɑ˞]ⓘ     | ротички отворен самогласник     | отворен средњег реда                 | ()    | енгл. → кар  |
| [ ɜ˞]ⓘ     | ротички полуотворен самогласник | средњи готово предњи нелабијализован | ()    | енгл. → верк |
| [ ɔ˞]ⓘ     | ротички полуотворен самогласник | средњи задњи лабијализован           | ()    | енгл. → вор  |

## Приближни
Апроксиманти су сугласници у некој мери слични самогласницима. Најсличнији јесу полусамогласници и њих има осам. Остатак чине централи и бочни, али и неколицина ретких безвучних апроксиманата. Од свих двадесетак апроксиманта, у српском језику присутно их је пет — предњонепчани , бочни надзубни , бочни меки , веларизован бочни надзубни  и уснено-зубни апроксимант , који нема све одлике апроксиманта, али се услед негубљења звучности  →  сматра полувокалом.
| МФА симбол                                         | Полусамогласник                 | Сугласнички еквивалент    | Самогласнички еквивалент           |
| [ ɻ]ⓘ                                              | савијени апроксимант            | надзубни вибрант          | не налази се на месту самогласника |
| [ j̊]ⓘ                                              | безвучни предњонепчани          | предњонепчани апроксимант | затворен предњи нелабијализован    |
| [ j]ⓘ                                              | предњонепчани апроксимант       | предњонепчани апроксимант | затворен предњи нелабијализован    |
| Нема аудио датотеке Labial-palatal approximant.ogg | усненопредњонепчани апроксимант | предњонепчани апроксимант | затворен предњи нелабијализован    |
| [ ɰ]ⓘ                                              | задњонепчани апроксимант        | надзубни вибрант          | не налази се на месту самогласника |
| [ ʍ]ⓘ                                              | безвучни усненозадњонепчани     | уснено-зубни апроксимант  | затворен задњи лабијализован       |
| [ w]ⓘ                                              | усненозадњонепчани апроксимант  | уснено-зубни апроксимант  | затворен задњи лабијализован       |
| [ ʕ̞]ⓘ                                              | грлени апроксимант              | надзубни вибрант          | отворен средњег реда               |

Централни апроксиманти се изговарају тако што се додирују средишта артикулатора.
| МФА симбол | Централни апроксимант         | Српски еквивалент        | Запис   | Пример                |
| [ β̞]ⓘ      | двоуснени апроксимант         | уснено-зубни апроксимант | (Вв/Vv) | шп. → лава            |
| [ ʋ]ⓘ      | уснено-зубни апроксимант      | уснено-зубни апроксимант | (Вв/Vv) | хол. → ван            |
| [ ð̞]ⓘ      | зубни апроксимант             | звучни надзубни плозив   | (Дд/Dd) | дан. → вид            |
| [ ɹ]ⓘ      | надзубни апроксимант          | надзубни вибрант         | (Рр/Rr) | јерм. → сурч          |
| [ ʁ̞]ⓘ      | ресични апроксимант           | надзубни вибрант         | (Рр/Rr) | дан. → ред            |
| [ ʢ̞]ⓘ      | епиглотални апроксимант       | надзубни вибрант         | (Рр/Rr) | арап. → тараше        |
| [ h̞]ⓘ      | безвучни глотални апроксимант | безвучни задњонепчани    | (Хх/Hh) | ретки алофони примери |
| [ ɦ̞]ⓘ      | звучни глотални апроксимант   | безвучни задњонепчани    | (Хх/Hh) | ретки алофони примери |

Бочни апроксиманти се изговарају тако што језик обавезно додирује непца.
| МФА симбол | Бочни апроксимант          | Српски еквивалент | Запис   | Пример           |
| [ l̪]ⓘ      | бочни зубни                | бочни надзубни    | (Лл/Ll) | виј. → лија      |
| [ l]ⓘ      | бочни надзубни             | бочни надзубни    | (Лл/Ll) | абх. → мгал      |
| [ l̥]ⓘ      | безвучни бочни надзубни    | бочни надзубни    | (Лл/Ll) | кин: 拉薩 → ласа |
| [ ɫ]ⓘ      | веларизован бочни надзубни | бочни надзубни    | (Лл/Ll) | тур. → кузул     |
| [ ɭ]ⓘ      | бочни савијени             | бочни надзубни    | (Лл/Ll) | там. → пули      |
| [ ʎ̟]ⓘ      | бочни меки                 | бочни меки        | (Љљ/Lj) | буг. → љубов     |
| [ ʎ]ⓘ      | бочни предњонепчани        | бочни меки        | (Љљ/Lj) | грч. → љакада    |
| [ ʟ]ⓘ      | бочни задњонешчани         | бочни надзубни    | (Лл/Ll) | енгл. → милк     |

## Једноударни
Једноударник је сваки сугласник који се изговара једном контракцијом мишићем услед које један говорни орган удара о други (нпр. језик о предње непце). Ниједан словенски језик нема ниједан од десет једноударних сугласника. То је делимично зато што они нису прошли кроз процес зван ротацизам, који се одвија по шеми  → ,  итд, а кроз који је у потпуности прошао јапански језик. Уместо тога, они су прошли кроз процес веларизације  → . Сви једноударници се преносе као надзубни вибрант .
| МФА симбол                                    | Назив једноударног               | Српски еквивалент | Запис   | Пример                |
| [ ⱱ̟]ⓘ                                         | двоуснени једноударник           | надзубни вибрант  | (Рр/Rr) | ретки алофони примери |
| [ ⱱ]ⓘ                                         | уснено-зубни једноударник        | надзубни вибрант  | (Рр/Rr) | моно. → ра            |
| [ ɾ]ⓘ                                         | надзубни једноударник            | надзубни вибрант  | (Рр/Rr) | порт. → прату         |
| Нема аудио датотеке Alveolar lateral flap.ogg | бочни надзубни једноударник      | надзубни вибрант  | (Рр/Rr) | јап. → рамен          |
| [ ɽ]ⓘ                                         | савијени једноударник            | надзубни вибрант  | (Рр/Rr) | норв. → бра           |
| [ ɭ̆]ⓘ                                         | бочни савијени једноударник      | надзубни вибрант  | (Рр/Rr) | пашт. → рунд          |
| [ ʎ̯]ⓘ                                         | бочни предњонепчани једноударник | надзубни вибрант  | (Рр/Rr) | ретки алофони примери |
| [ ʟ̆]ⓘ                                         | задњонепчани једноударник        | надзубни вибрант  | (Рр/Rr) | ретки алофони примери |
| [ ɢ̆]ⓘ                                         | ресични једноударник             | надзубни вибрант  | (Рр/Rr) | ретки алофони примери |
| [ ʡ̯]ⓘ                                         | епиглотални једноударник         | надзубни вибрант  | (Рр/Rr) | ретки алофони примери |

## Носни
Назали су сугласници током чијег изговора ваздух делимично излази и кроз нос. Од деветнаест назала, српски језик их има три, сва три звучна — надзубни назал , двоуснени назал  и меки назал . У алофоним случајевима, посебно код говорника пореклом са југа Србије и Македоније, јавља се и уснено-зубни назал  испред  и  (пример ). Још чешће и ван тог подручја, испред  и  се јавља задњонепчани назал  (пример ). Сваком звучном назалу одговара по безвучни. Они су издвојени кружићем изнад или цртицом испод симбола, а преносе се као звучни им парњаци.
| МФА симбол | Назив једноударног       | Српски еквивалент | Запис   | Пример                |
| [ m]ⓘ      | двоуснени назал          | двоуснени назал   | (Мм/Mm) | пољ. → маса           |
| [ m̥]ⓘ      | безвучни двоуснени       | двоуснени назал   | (Мм/Mm) | исл. → хампир         |
| [ ɱ]ⓘ      | уснено-зубни назал       | двоуснени назал   | (Мм/Mm) | грч. → емврио         |
| [ ɱ̊]ⓘ      | безвучни уснено-зубни    | двоуснени назал   | (Мм/Mm) | ретки алофони примери |
| [ n̪]ⓘ      | зубни назал              | надзубни назал    | (Нн/Nn) | енгл. → мант          |
| [ n̪̊]ⓘ      | безвучни зубни           | надзубни назал    | (Нн/Nn) | ретки алофони примери |
| [ n]ⓘ      | надзубни назал           | надзубни назал    | (Нн/Nn) | хебр. → навон         |
| [ n̪̊]ⓘ      | безвучни надзубни        | надзубни назал    | (Нн/Nn) | ест. → ласн           |
| [ n̠]ⓘ      | тврди назал              | надзубни назал    | (Нн/Nn) | чеш. → манж           |
| [ ɳ]ⓘ      | савијени назал           | надзубни назал    | (Нн/Nn) | норв. → ган           |
| [ ɳ̊]ⓘ      | безвучни савијени        | надзубни назал    | (Нн/Nn) | ретки алофони примери |
| [ ɲ̟]ⓘ      | меки назал               | меки назал        | (Њњ/Nj) | пољ. → коњ            |
| [ ɲ]ⓘ      | предњонепчани назал      | меки назал        | (Њњ/Nj) | шп. → енсењар         |
| [ ɲ̊]ⓘ      | безвучни предњонепчани   | меки назал        | (Њњ/Nj) | бурм. → ња            |
| [ ŋ]ⓘ      | задњонепчани назал       | надзубни назал    | (Нн/Nn) | слч. → танк           |
| [ ŋ̊]ⓘ      | безвучни задњонепчани    | надзубни назал    | (Нн/Nn) | бурм. → на            |
| [ ŋm]ⓘ     | усненозадњонепчани назал | спој /n/ и /m/    | ()      | виј. → дунм           |
| [ ɴ]ⓘ      | ресични назал            | надзубни назал    | (Нн/Nn) | јап. → нихон          |
| [ ɴ̥]ⓘ      | безвучни ресични         | надзубни назал    | (Нн/Nn) | ретки алофони примери |

## Струјни
Фрикативи настају проласком ваздуха кроз уски пролаз који чине два артикулатора један близу другог (доња усна и горњи секутићи, на пример). Српски језик их од четрдесетак има шест — безвучни зубни сибилант , звучни зубни сибилант , безвучни савијени сибилант , звучни савијени сибилант , безвучни уснено-зубни фрикатив  и безвучни задњонепчани фрикатив .
Код неких говорника, посебно оних пореклом из Црне Горе, палатализацијом тврдих фрикатива настају безвучни меки сибилант  и звучни меки сибилант . У црногорској абецеди, ова два гласа прихваћена су као део књижевног језика. У њему, иако је дозвољено записивати их као шј и жј, преферира се потпун фонетски запис коришћењем слова преузетих из пољског језика — ћирилички С́с́ и З́з́ и латинички Śś и Źź.
Струјни сугласници могу бити шушкави (сибиланти):
| МФА симбол | Назив вибранта    | Српски еквивалент | Запис | Пример         |
| [ s]ⓘ      | безвучни надзубни | безвучни зубни    | ()    | фин. → сине    |
| [ z]ⓘ      | звучни надзубни   | звучни зубни      | ()    | алб. → зјар    |
| [ s̪]ⓘ      | безвучни зубни    | безвучни зубни    | ()    | грч. → сан     |
| [ z̪]ⓘ      | звучни зубни      | звучни зубни      | ()    | рум. → зар     |
| [ s̺]ⓘ      | безвучни вршни    | безвучни зубни    | ()    | баск. → су     |
| [ z̺]ⓘ      | звучни вршни      | звучни зубни      | ()    | шп. → мизмо    |
| [ ʃ]ⓘ      | безвучни тврди    | безвучни савијени | ()    | малт. → шисмек |
| [ ʒ]ⓘ      | звучни тврди      | звучни савијени   | ()    | хебр. → аранж  |
| [ ɕ]ⓘ      | безвучни меки     | безвучни савијени | ()    | јап. → шио     |
| [ ʑ]ⓘ      | звучни меки       | звучни савијени   | ()    | јап. → кажи    |
| [ ʂ]ⓘ      | безвучни савијени | безвучни савијени | ()    | абх. → амш     |
| [ ʐ]ⓘ      | звучни савијени   | звучни савијени   | ()    | абх. → абжа    |

Централни фрикативи су нешушкави са изговором средином артикулатора:
| МФА симбол | Назив вибранта         | Српски еквивалент         | Запис | Пример        |
| [ ɸ]ⓘ      | безвучни двоуснени     | звучни двоуснени          | ()    | јап. → фухаи  |
| [ β]ⓘ      | звучни двоуснени       | уснено-зубни апроксимант  | ()    | порт. → авра  |
| [ f]ⓘ      | безвучни уснено-зубни  | безвучни уснено-зубни     | ()    | алб. → фаће   |
| [ v]ⓘ      | звучни уснено-зубни    | уснено-зубни апроксимант  | ()    | тур. → џетвел |
| [ θ]ⓘ      | безвучни зубни         | безвучни зубни            | ()    | грч. → таласа |
| [ ð]ⓘ      | звучни зубни           | звучни зубни              | ()    | грч. → дафни  |
| [ ç]ⓘ      | безвучни предњонепчани | безвучни задњонепчани     | ()    | хол. → ахт    |
| [ ʝ]ⓘ      | звучни предњонепчани   | предњонепчани апроксимант | ()    | шп. → сајо    |
| [ x]ⓘ      | безвучни задњонепчани  | безвучни задњонепчани     | ()    | буг. → тихо   |
| [ ɣ]ⓘ      | звучни задњонепчани    | безвучни задњонепчани     | ()    | таџ. → хафс   |
| [ ɧ]ⓘ      | безвучни сливени       | безвучни тврди            | ()    | швед. → Векше |
| [ χ]ⓘ      | безвучни ресични       | безвучни задњонепчани     | ()    | хебр. → охел  |
| [ ħ]ⓘ      | безвучни грлени        | безвучни задњонепчани     | ()    | арч. → хал    |
| [ ʜ]ⓘ      | безвучни епиглотални   | безвучни задњонепчани     | ()    | свах. → хадо  |

Остали могу бити бочни, истоветни са апроксимантима или псеудофрикативи:
| МФА симбол | Назив вибранта               | Српски еквивалент          | Запис | Пример                |
| [ ɬ]ⓘ      | бочни безвучни надзубни      | бочни надзубни апроксимант | ()    | исл. → силт           |
| [ ɮ]ⓘ      | бочни звучни надзубни        | бочни надзубни апроксимант | ()    | монг. → толо          |
| [ ɬ̥˔]ⓘ     | бочни безвучни савијени      | бочни надзубни апроксимант | ()    | ретки алофони примери |
| [ ʎ̥˔]ⓘ     | бочни безвучни предњонепчани | бочни надзубни апроксимант | ()    | ретки алофони примери |
| [ ʟ̝̊]ⓘ      | бочни безвучни задњонепчани  | бочни надзубни апроксимант | ()    | ретки алофони примери |
| [ ʟ̝]ⓘ      | бочни звучни задњонепчани    | бочни надзубни апроксимант | ()    | ретки алофони примери |
| [ ʁ]ⓘ      | звучни ресични               | надзубни вибрант           | ()    | узб. → јамрир         |
| [ ʕ]ⓘ      | звучни грлени                | надзубни вибрант           | ()    | ретки алофони примери |
| [ ʢ]ⓘ      | звучни епиглотални           | надзубни вибрант           | ()    | ретки алофони примери |
| [ h]ⓘ      | безвучни глотални            | безвучни заднонепчани      | ()    | кореј. → хорани       |
| [ ɦ]ⓘ      | звучни глотални              | безвучни заднонепчани      | ()    | чеш. → хора           |

## Сливени
Африкати су сугласници чија артикулација започиње плозивом, а завршава се фрикативом. Они су дословно сливени, јер два, ретко три одвојена гласа чине један нови. Према подели завршног струјног гласа, они могу бити шушкави или не. Нешушкави се преносе одабиром оног гласа који се јаче артикулише. Примери таквог преноса су  →  и  → . У случајевима у којима изговарање једног гласа одмах након другог не изискује напор, преносе се сви гласови. Примери су  →  и  → .
| МФА симбол | Назив африката               | Српски еквивалент        | Запис | Пример                |
| [ pɸ]ⓘ     | безвучни двоуснени           | безвучни уснено-зубни    | ()    | ретки алофони примери |
| [ p̪f]ⓘ     | безвучни уснено-зубни        | безвучни уснено-зубни    | ()    | → фефр                |
| [ b̪v]ⓘ     | звучни уснено-зубни          | уснено-зубни апроксимант | ()    | тсонг. → шилеву       |
| [ t̪θ]ⓘ     | безвучни зубни               | безвучни зубни           | ()    | ретки алофони примери |
| [ d̪ð]ⓘ     | звучни зубни                 | звучни зубни             | ()    | ретки алофони примери |
| [ tɬ]ⓘ     | бочни безвучни надзубни      | спој /t̪/ и /l/ или /ɫ/   | ()    | шп. → сочитл          |
| [ dɮ]ⓘ     | бочни звучни надзубни        | спој /d̪/ и /l/ или /ɫ/   | ()    | шп. → брандл          |
| [ cç]ⓘ     | безвучни предњонепчани       | безвучни меки            | ()    | мађ. → ћук            |
| [ ɟʝ]ⓘ     | звучни предњонепчани         | звучни меки              | ()    | мађ. → ђар            |
| [ cʎ̥˔]ⓘ    | бочни безвучни предњонепчани | спој /tɕ/ и /l/ или /ɫ/  | ()    | хадз. → ћлакате       |
| [ kx]ⓘ     | безвучни задњонепчани        | безвучни задњонепчани    | ()    | ретки алофони примери |
| [ ɡɣ]ⓘ     | звучни задњонепчани          | звучни задњонепчани      | ()    | ретки алофони примери |
| [ kʟ]ⓘ     | бочни безвучни задњонепчани  | спој /k/ и /l/ или /ɫ/   | ()    | арч. → клол           |
| [ ɡʟ]ⓘ     | бочни звучни задњонепчани    | спој /g/ и /l/ или /ɫ/   | ()    | ретки алофони примери |
| [ qχ]ⓘ     | безвучни ресични             | спој /k/ и /r/           | ()    | арч. → кра            |
| [ ɢʁ]ⓘ     | звучни ресични               | спој /ɡ/ и /r/           | ()    | ретки алофони примери |
| [ ʡʜ]ⓘ     | безвучни епиглотални         | безвучни задњонепчани    | ()    | ретки алофони примери |

Шушкави африкати много су чешћи, а од њих десет у српском их има пет. То су звучни меки африкат , безвучни меки африкат , безвучни зубни африкат , безвучни савијени африкат  и звучни савијени африкат . Незванично и најчешће у страним речима, постоји и звучни зубни африкат . Правопис српскога језика издат 2010, приликом описа транскрипције овог гласа (напомена при тачки 196), каже да се он записује као дз. Ипак није никаква грешка ако се глас изговара сливено, као један, познат и из наших [српских] дијалеката.
| МФА симбол | Назив африката    | Српски еквивалент | Запис | Пример          |
| [ t̪s̪]ⓘ     | безвучни зубни    | безвучни зубни    | ()    | мађ. → цица     |
| [ d̪z̪]ⓘ     | звучни зубни      | звучни зубни      | ()    | грч. → дзами    |
| [ ts]ⓘ     | безвучни надзубни | безвучни зубни    | ()    | рум. → прец     |
| [ dz]ⓘ     | звучни надзубни   | звучни зубни      | ()    | јап. → мидзу    |
| [ ʈʂ]ⓘ     | безвучни савијени | безвучни савијени | ()    | словен. → чакаћ |
| [ ɖʐ]ⓘ     | звучни савијени   | звучни савијени   | ()    | словен. → џус   |
| [ tʃ]ⓘ     | безвучни тврди    | безвучни савијени | ()    | итал. → чао     |
| [ dʒ]ⓘ     | звучни тврди      | звучни савијени   | ()    | тур. → аџу      |
| [ tɕ]ⓘ     | безвучни меки     | безвучни меки     | ()    | рус. → ћут      |
| [ dʑ]ⓘ     | звучни меки       | звучни меки       | ()    | кореј. → камђа  |

## Праскави
Плозиве карактерише изговор пред који је излаз ваздуха спречен. Од петнаестак, српски их има шест — по три звучна парњака. Врхом језика спречени су безвучни  и звучни зубни плозив , телом језика безвучни  и звучни задњонепчани плозив , а уснама безвучни  и звучни двоуснени плозив . Предњонепчани плозиви  и  присутни су у македонском и чакавском наречју. Без потребе за преносом је глотални плозив /ʔ/ⓘ, који заправо представља наглашено одвајање слогова.
| МФА симбол | Назив плозива               | Српски еквивалент     | Запис | Пример        |
| [ p]ⓘ      | безвучни двоуснени          | безвучни двоуснени    | ()    | порт. → пај   |
| [ b]ⓘ      | звучни двоуснени            | звучни двоуснени      | ()    | мкд. → убав   |
| [ p̪]ⓘ      | безвучни уснено-зубни       | безвучни двоуснени    | ()    | грч. → сапфи  |
| [ b̪]ⓘ      | звучни уснено-зубни         | звучни двоуснени      | ()    | грч. → бвана  |
| [ t̪]ⓘ      | безвучни зубни              | безвучни зубни        | ()    | укр. → брат   |
| [ d̪]ⓘ      | звучни зубни                | звучни зубни          | ()    | пашт. → два   |
| [ t]ⓘ      | безвучни надзубни           | безвучни зубни        | ()    | грч. → трија  |
| [ d]ⓘ      | звучни надзубни             | звучни зубни          | ()    | мађ. → адо    |
| [ ʈ]ⓘ      | безвучни савијени           | безвучни зубни        | ()    | хинд. → тална |
| [ ɖ]ⓘ      | звучни савијени             | звучни зубни          | ()    | тел. → адару  |
| [ c]ⓘ      | безвучни предњонепчани      | безвучни меки         | ()    | рум. → ћин    |
| [ ɟ]ⓘ      | звучни предњонепчани        | звучни меки           | ()    | мађ. → ђам    |
| [ k]ⓘ      | безвучни задњонепчани       | безвучни задњонепчани | ()    | груз. → ква   |
| [ ɡ]ⓘ      | звучни задњонепчани         | звучни задњонепчани   | ()    | кореј. → меги |
| [ kp]ⓘ     | безвучни усненозадњонепчани | спој /k/ и /p/        | ()    | моно. → кпа   |
| [ ɡb]ⓘ     | звучни усненозадњонепчани   | спој /ɡ/ и /b/        | ()    | моно. → гба   |
| [ q]ⓘ      | безвучни ресични            | безвучни задњонепчани | ()    | каз. → куш    |
| [ ɢ]ⓘ      | звучни ресични              | звучни задњонепчани   | ()    | перс. → геза  |
| [ ʡ]ⓘ      | епиглотални плозив          | безвучни задњонепчани | ()    | арч. → карз   |

## Треперни
Вибрант је сугласник приликом чијег изговора артикулатори трепере. Од седам вибранта укупно, српски језик има само један — надзубни вибрант . Међутим, остали вибранти су му веома слични ако се звучање узима у обзир.
| МФА симбол | Назив вибранта            | Српски еквивалент | Запис | Пример                |
| [ ʙ]ⓘ      | двоуснени вибрант         | звучни двоуснени  | ()    | абх. → пубу           |
| [ r̪]ⓘ      | зубни вибрант             | надзубни вибрант  | ()    | мађ. → ро             |
| [ r]ⓘ      | надзубни вибрант          | надзубни вибрант  | ()    | алб. → руш            |
| [ r̥]ⓘ      | безвучни надзубни вибрант | надзубни вибрант  | ()    | исл. → рапн           |
| [ ɽr]ⓘ     | савијени вибрант          | надзубни вибрант  | ()    | ретки алофони примери |
| [ ʀ]ⓘ      | ресични вибрант           | надзубни вибрант  | ()    | хебр. → јарок         |
| [ ᴙ]ⓘ      | епиглотални вибрант       | надзубни вибрант  | ()    | ретки алофони примери |

## Убачајници
Имплозиви су сугласници, плозиви или африкати, код којих је присутан и гркљански начин артикулације (уз плућни). Нема их у индоевропским језицима, па ни у српском. Укупно их је дванаест, а чешћи су звучни од безвучних.
| МФА симбол  | Назив вибранта         | Српски еквивалент     | Запис | Пример                |
| [ ƥ]/[ ɓ̥]ⓘ  | безвучни двоуснени     | безвучни двоуснени    | ()    | ретки алофони примери |
| [ ɓ]ⓘ       | звучни двоуснени       | звучни двоуснени      | ()    | моно. → бала          |
| [ ɗ̪ ]ⓘ      | звучни зубни           | звучни зубни          | ()    | ретки алофони примери |
| [ ƭ]/[ ɗ̥ ]ⓘ | безвучни надзубни      | безвучни зубни        | ()    | ретки алофони примери |
| [ ɗ]ⓘ       | звучни надзубни        | звучни зубни          | ()    | виј. → дуој           |
| [ ᶑ]ⓘ       | звучни савијени        | звучни зубни          | ()    | ретки алофони примери |
| [ ƈ]/[ ʄ̥ ]ⓘ | безвучни предњонепчани | безвучни меки         | ()    | ретки алофони примери |
| [ ʄ]ⓘ       | звучни предњонепчани   | звучни меки           | ()    | свах. → ђана          |
| [ ƙ]/[ ɠ̊ ]ⓘ | безвучни задњонепчани  | безвучни задњонепчани | ()    | свах. → укуза         |
| [ ɠ]ⓘ       | звучни задњонепчани    | звучни задњонепчани   | ()    | ретки алофони примери |
| [ ʠ]/[ ʛ̥ ]ⓘ | безвучни ресични       | безвучни задњонепчани | ()    | ретки алофони примери |
| [ ʛ]ⓘ       | звучни ресични         | звучни задњонепчани   | ()    | ретки алофони примери |

## Избачајници
Ејективи су безвучни сугласници код којих при изговору долази до затварања гркљана. Дакле, ваздух се избацује из гркљана, док плућа мирују. Нема их у индоевропским језицима, па ни у српском. Укупно их има двадесетак. Неки су праскави (плозиви):
| МФА симбол | Назив ејектива         | Српски еквивалент             | Запис   | Пример                  |
| [ pʼ]ⓘ     | двоуснени праскави     | безвучни дбоуснени плозив     | (Пп/Pp) | јерм. → поч             |
| [ t̪ʼ]ⓘ     | зубни праскави         | безвучни зубни плозив         | (Тт/Tt) | ретки алофони случајеви |
| [ ť]ⓘ      | надзубни праскави      | безвучни зубни плозив         | (Тт/Tt) | груз. → тита            |
| [ cʼ]ⓘ     | предњонепчани ејектив  | безвучни меки африкат         | (Ћћ/Ćć) | ретки алофони случајеви |
| [ ʈʼ]ⓘ     | савијени праскави      | безвучни зубни плозив         | (Тт/Tt) | ретки алофони случајеви |
| [ kʼ]ⓘ     | задњонепчпани праскави | безвучни задњонепчпани плозив | (Кк/Kk) | арч. → кан              |
| [ qʼ]ⓘ     | ресични праскави       | безвучни задњонепчпани плозив | (Кк/Kk) | арч. → кам              |

Неки су струјне природе (фрикативи):
| МФА симбол | Назив ејектива                 | Српски еквивалент              | Запис   |
| [ ɸʼ]ⓘ     | двоуснени струјни ејектив      | уснено-зубни фрикатив          | (Фф/Ff) |
| [ fʼ]ⓘ     | уснено-зубни струјни ејектив   | уснено-зубни фрикатив          | (Фф/Ff) |
| [ θʼ]ⓘ     | зубни струјни ејектив          | безвучни зубни плозив          | (Тт/Tt) |
| [ sʼ]ⓘ     | надзубни струјни ејектив       | безвучни зубни сибилант        | (Сс/Ss) |
| [ ɬʼ]ⓘ     | бочни надзубни струјни ејектив | безвучни зубни сибилант        | (Сс/Ss) |
| [ ʃʼ]ⓘ     | тврди струјни ејектив          | безвучни тврди фрикатив        | (Шш/Šš) |
| [ ʂʼ]ⓘ     | савијени струјни ејектив       | безвучни тврди фрикатив        | (Шш/Šš) |
| [ çʼ]ⓘ     | предњонепчани струјни ејектив  | безвучни задњонепчани фрикатив | (Хх/Hh) |
| [ ɕʼ]ⓘ     | меки струјни ејектив           | безвучни тврди фрикатив        | (Шш/Šš) |
| [ x’]ⓘ     | задњонепчани струјни ејектив   | безвучни задњонепчани фрикатив | (Хх/Hh) |
| [ χʼ]ⓘ     | ресични струјни ејектив        | безвучни задњонепчани фрикатив | (Хх/Hh) |

Неки су сливене природе (африкати):
| МФА симбол | Назив ејектива                      | Српски еквивалент            | Запис   | Пример                  |
| [ tθʼ]ⓘ    | зубни сливени ејектив               | безвучни зубни плозив        | (Тт/Tt) | ретки алофони случајеви |
| [ tsʼ]ⓘ    | надзубни сливени ејектив            | безвучни зубни африкат       | (Цц/Cc) | јерм. → цар             |
| [ tɬʼ]ⓘ    | бочни надзубни сливени ејектив      | спој /t̪/ и /l/ или /ɫ/       | ()      | ретки алофони случајеви |
| [ tɕʼ]ⓘ    | меки сливени ејектив                | безвучни меки африкат        | (Ћћ/Ćć) | ретки алофони случајеви |
| [ cçʼ]ⓘ    | предњонепчани сливени ејектив       | безвучни меки африкат        | (Ћћ/Ćć) | ретки алофони случајеви |
| [ c͡ʎ̝ʼ]ⓘ    | бочни предњонепчани сливени ејектив | спој /tɕ/ и /l/ или /ɫ/      | ()      | хадз. → ћлаква          |
| [ tʃʼ]ⓘ    | тврди сливени ејектив               | безвучни тврди африкат       | (Чч/Čč) | јерм. → чивр            |
| [ ʈʂʼ]ⓘ    | савијени сливени ејектив            | безвучни тврди африкат       | (Чч/Čč) | ретки алофони случајеви |
| [ kxʼ]ⓘ    | задњонепчани сливени ејектив        | безвучни задњонепчани плозив | (Кк/Kk) | хадз. → ћлаква          |
| [ k͡ʟ̝ʼ]ⓘ    | бочни задњонепчани сливени ејектив  | спој /k/ и /l/ или /ɫ/       | ()      | ретки алофони случајеви |
| [ qχʼ]ⓘ    | ресични сливени ејектив             | безвучни задњонепчани плозив | (Кк/Kk) | ретки алофони случајеви |

## Цоктави
Кликови су тип сугласника који се изговарају и улазним (ингресивним) и излазним (оралним) механизмом изговора. Ваздух се усисава у усну дупљу, где су две препреке — једна у предњем делу усне дупље, друга у задњем. При усисавању ваздуха уклања се предња препрека. Кликови, са изузетком паралингвистичких гласова, постоје само у афричким.
Они се услед несличности ни са једним другим гласом на српски не могу ни транскрибовати, али, како их је ипак немогуће изоставити, употребљава се Киршенбаумова транскрипција. Ипак, потребно је имати у виду да се у језичкој традицији цоктави сугласници малтене никад не преносе и у потпуности занемарују (нпр. језик коса, не ктлоса или слично).
| МФА симбол | Киршенбаум | Назив клика            | Српски еквивалент        | Пример      |
| [ ʘ]ⓘ      |            | слаб двоуснени клик    | слаб увучени пољубав     | [ʘoa] = поа |
| [ ʘ̬]ⓘ      |            | звучни двоуснени клик  | јак увучени пољубац      | [ʘ̬ox] = бох |
| [ ʘ̃]ⓘ      |            | назални двоуснени клик | увучени пољубац кроз нос | [ʘ̃i] = ми   |

| МФА симбол | Киршенбаум | Назив клика        | Српски еквивалент       | Пример                       |
| [ ǀ]/[ ʇ]ⓘ |            | слаб зубни клик    | слабо цоктање кроз зубе | [ǀʰeta] = [ʇʰeta] = тета     |
| [ ǀ̬]/[ ʇ̬]ⓘ |            | звучни зубни клик  | јако цоктање кроз зубе  | [ǀ̬iriku] = [ʇ̬iriku] = дирику |
| [ ǀ̃]/[ ʇ̃]ⓘ |            | назални зубни клик | зубно цоктање кроз нос  | [miǀ̃a] = [miʇ̃a] = мина       |

| МФА симбол | Киршенбаум | Назив клика           | Српски еквивалент         | Пример                  |
| [ ǃ]/[ ʗ]ⓘ |            | слаб надзубни клик    | слабо клокотање језика    | [laǃo] = [laʗo] = лато  |
| [ ǃ̬]/[ ʗ̬]ⓘ |            | звучни надзубни клик  | јако клокотање језика     | [kaᶢǃa] = [kaʗ̬a] = када |
| [ ǃ̃]/[ ʗ̃]ⓘ |            | назални надзубни клик | клокотање језика кроз нос | [teǃ̃e] = [teʗ̃e] = тене  |

| МФА симбол | Киршенбаум | Назив клика        | Српски еквивалент            | Пример                  |
| [ ǁ]/[ ʖ]ⓘ |            | слаб бочни клик    | слабо цоктање ка страни уста | [eǁek] = [eʖek] = етлек |
| [ ǁ̬]/[ ʖ̬]ⓘ |            | звучни бочни клик  | јако цоктање ка страни уста  | [ǁ̬ai] = [ʖ̬ai] = длаи    |
| [ ǁ̃]/[ ʖ̃]ⓘ |            | назални бочни клик | бочно цоктање кроз нос       | [ǁ̃àŋ] = [ʖ̃àŋ] = нлан    |

| МФА симбол | Киршенбаум | Назив клика                | Српски еквивалент       | Пример                   |
| [ ǂ]/[ ʄ]ⓘ |            | слаб предњонепчани клик    | слабо обично цоктање    | [ǂʰabá] = [ʄʰabá] = ћаба |
| [ ǂ̬]/[ ʄ̬]ⓘ |            | звучни предњонепчани клик  | јако обично цоктање     | [ǂ̬òː] = [ʄ̬òː] = ђо       |
| [ ǂ̃]/[ ʄ̃]ⓘ |            | назални предњонепчани клик | обично цоктање кроз нос | [ǂ̃ûm] = [ʄ̃ûm] = њум      |